# Eugenio de Jesús Marcano Fondeur
Eugenio de Jesús Marcano (Licey al Medio, Santiago, 27 de septiembre de 1923 - Santo Domingo, Distrito Nacional, 18 de septiembre de 2003) fue un botánico, entomólogo, ecólogo, naturalista, paleontólogo, espeleólogo, catedrático e investigador dominicano. 
Incursionó en malacología, geología, toxicología botánica y paleontología donde hizo aportes significativos para las ciencias naturales. Está reconocido como uno de los investigadores de las ciencias naturales con mayores aportes en la República Dominicana y sus escasos estudios formales, lo convierten en un ejemplo de tenacidad y empeño por sus dotes de autodidacta.

## Biografía
Hijo de Jesús María Marcano Santana y de Clemencia Bienvenida Fondeur Fernández, de ascendencia francesa (hija de Eugenio María Fondeur Pérez y nieta del francés Eugène Fondeur, quien era hermano del coronel Furcy Fondeur).
Realizó sus primeros cursos en la escuela elemental de Licey al Medio, pasando luego a la Escuela Primaria de Tamboril, donde completó sus estudios primarios. Se trasladó a Santiago de los Caballeros para seguir estudios secundarios donde obtuvo el título de Maestro Normal de Primera Enseñanza. También cursó estudios comerciales.
En abril de 1947 contrajo matrimonio con Consuelo Martínez. Tuvo cinco hijos: José Eugenio, Clemencia Consuelo, Jesús María, Matilde Asunción y Eugenio de Jesús.
Poco después de creada la provincia de Santiago Rodríguez, se trasladó a su ciudad capital, Sabaneta, donde trabajó por un tiempo como contable en el Banco Agrícola. Luego fundó la Escuela de Comercio San Ignacio, la primera escuela comercial en Sabaneta.

## Actividades profesionales
Durante su estancia en Sabaneta, acostumbraba a realizar excursiones por los campos de esta región. En esta etapa de su vida inicia su vocación por el estudio de la naturaleza, profundizando en la geología, la paleontología. Debido a la presencia notable de formaciones geológicas del Mioceno en la región, con notable abundancia de fósiles, se convence de la necesidad de profundizar estos estudios.
En 1953, fue nombrado profesor de botánica en la Escuela Normal Emilio Prud'Homme, en Santiago de los Caballeros, por lo cual regresa a residir en esta ciudad. En ese mismo año, fue nombrado profesor en el Liceo Secundario Ulises Francisco Espaillat, así como en la Academia Comercial Santiago, debido a sus amplios conocimientos en distintas materias.
Durante su estancia en Santiago, siguió con sus estudios e hizo excursiones para hacer reconocimientos geológicos y botánicos de la región. Fue acompañante de investigación de los doctores Santiago Bueno y Federico Lithgow, quienes también eran notables amantes de la naturaleza y grandes conocedores de nuestras montañas. Igualmente, sirvió de asistente de investigación, a quien siempre consideró su maestro, el eminente botánico dominicano Dr. José de Jesús Jiménez Almonte.
El 5 de marzo de 1955 fue nombrado Curador del Herbario de la entonces Universidad de Santo Domingo (hoy UASD), pasó a ocupar la Cátedra de Botánica en la Facultad de Farmacia de dicha universidad. Luego fue nombrado Profesor de Botánica y Entomología en el Instituto Politécnico Loyola de la ciudad de San Cristóbal. Luego, en 1964, fue nombrado Director del Instituto de Investigaciones Botánicas y Zoológicas de la Universidad Autónoma de Santo Domingo (UASD), cargo que mantuvo hasta el día de su muerte.
Profesor de universidades y centros de educación superior, (pese a no haber tenido carrera universitaria), fue debido a sus vastos conocimientos de la botánica, la fauna y ciencias afines, los cuales adquirió en años de trabajo de investigación por toda la geografía de República Dominicana.
Se distinguió como un excelente investigador en el área de la Apicultura o cría de las abejas, actividad en la cual llevó a cabo un estudio sobre la Flora Apícola de la República Dominicana, y contribuyó junto al padre Julio Cicero, s.j., y a José Napoleón Domínguez Arias,a la capacitación de un gran número de criadores de abejas en San Crisóbal, con el auspicio del Instituto Politécnico Loyola.
De una creatividad y un amor insaciable por el conocimiento, lo llevó a mantener sin descanso labores en la docencia, en investigaciones, en conferencias, en viajes de carácter científico y en publicaciones.

## Investigaciones y aportes
En el año 1958, participó junto a Clayton Ray y Stanley Rand, del Instituto Smithsonian de Washington D. C., en un reconocimiento a casi todas las cuevas de República Dominicana. En este reconocimiento, descubrieron los restos de un insectívoro fósil, desconocido para entonces para la ciencia. El Dr. Patterson nombró como Antillogale marcanoi (cambiado luego a Solenodon marcanoi). Así fue la primera especie, botánica o zoológica, que llevó el nombre del Profesor Marcano. 
En el año 1963, la Unión Panamericana hizo una evaluación de los recursos naturales de República Dominicana. El Profesor Marcano asesoró al ecólogo Humberto Tasaico, en la caracterización y delimitación de las zonas de vida según el sistema de Holdridge.
Junto al Padre Julio Cicero, conformó una pareja de investigadores que le dieron impulso a las investigaciones biológicas y ecológicas y a la enseñanza de estas ciencias en República Dominicana. Luego, la investigadora Idelisa Bonnell y, dedicándose al campo de la biología marina, hicieron que en 1968 se creara la Escuela de Biología en la Universidad Autónoma de Santo Domingo, UASD.

## Méritos y reconocimientos
Fue Miembro fundador y miembro de Número de la Academia de Ciencias de la República Dominicana.
En 1983 recibió el Premio Anual de Ciencias, en reconocimiento a su labor científica durante años.
De 1978 a 1982 fue director del Museo Nacional de Historia Natural de la República Dominicana. En la actualidad, dicho museo ha sido rebautizado en su honor como Museo Nacional de Historia Natural « Profesor Eugenio de Jesús Marcano ».
Durante este período fortaleció la práctica de sus excursiones científicas, o bien como fueron llamadas, "Excursiones de Ciencia", junto al Padre Julio Cicero, al periodista Félix Servio Ducoudray, Biólogo Federico Echavarría e Ing. Agrónomo Abraham Abud Antún ("Bambán"). Estas excursiones eran realizadas durante todos los fines de semana a diferentes lugares del país y aparecían relatadas en los Suplementos Sabatinos del periódico El Caribe.
El 8 de febrero de 1974, la Universidad Autónoma de Santo Domingo (UASD) le concedió el título de Doctor Honoris Causa en Biología, y otro igual, de la Pontificia Universidad Católica Madre y Maestra, PUCMM en 1991.
Recibió el Premio Anual de Ciencias de la Academia de Ciencias de la República Dominicana (1983), Premio Federico Henríquez y Carvajal (1998) de la Universidad APEC y varios nombramientos de profesor honorario que le han tributado escuelas y universidades. 
Profesor honorífico de la Universidad Nacional Pedro Henríquez Ureña, Magister Populi de la Universidad Tecnológica de Santiago.
Miembro fundador de las Sociedades de Botánica, de Entomología, de Orquideología, de la Academia de Ciencias de la República Dominicana, Miembro de honor del Colegio Dominicano de Ingenieros y Arquitectos (CODIA), en el capítulo de mecánica de suelos.
Miembro activo de la Sociedad Mexicana de Entomología y de la Sociedad de Investigaciones Paleontológicas, en Ithaca, Estados Unidos.
Una Plazoleta del Barrio Buenos Aires, el laboratorio ecológico de Quita Espuela, una asociación ecológica, el Parque Botánico de la ciudad de Jarabacoa, una escuela en Tamboril, el Herbario del Instituto Politécnico Loyola, el Parque Dr. Eugenio de Jesús Marcano, en la ciudad de San Cristóbal (antiguo Parque Radhamés), y una calle del campus universitario de la UASD llevan su nombre en República Dominicana.
En 2000, el Plan Sierra y la Comisión Permanente de la Feria del Libro, en la IV Feria Internacional de Santo Domingo, fue homenajeado con la entrega de placas de reconocimiento.
El Consejo Nacional de Educación Superior (CONES) le otorgó la orden al mérito profesoral.
El gobierno dominicano lo condecoró con la Orden de Duarte, Sánchez y Mella.
La Sociedad Dominicana de Investigadores Agropecuarios y Forestales (SODIAF) entrega el Premio Profesor Eugenio de Jesús Marcano en su honor.

## Honores
Especies nuevas para la ciencia nombradas en honor de Profesor Marcano
1. Solenodon marcanoi, solenodonte fósil
2. Proserpina marcanoi, molusco terrestre
3. Diabrotica marcanoi, Coleoptera-Chrysomelidae
4. Anolis marcanoi, lagarto[5]
5. Panolopus marcanoi, lagarto[5]
6. Pereskia marcanoi  Areces, cactus
7. Lepanthes marcanoi  Hespenh. & Dod, orquídea, dedicada por Rev. Donald Dungan Dod, investigador del Jardín Botánico Nacional de República Dominicana[6]
8. Stenotabanus marcanoi, mosca (Tabanidae)
9. Centruroides marcanoi, alacrán (escorpión)
10. Orthobelus marcanoi, Membracidae
11. Cymia marcanoi, molusco fósil
12. Polycentropus marcanoi, Trichoptera
13. Selenops marcanoi, araña
14. Chelonoidis marcanoi, tortuga gigante fósil
15. Phyllophaga marcano  Woodruff, insecto coleóptero
16. Erythrolychnia marcanoi, insecto coleóptero
17. Neoscona marcanoi, araña
18. Trigoniocardia marcanoi, molusco fósil

## Algunas publicaciones
- Notas de Botánica General y Sistemática
- Flora Apícola Dominicana
- Flora Apícola de Venezuela
- Plantas Venenosas en la República Dominicana
- Flórulas de Valle Nuevo
- Flórula de la Isla Cabritos
- Flórula de la Isla Beata
- Manual de Botánica General y Sistemática,
- Apuntes para el Estudio de los Insectos Dañinos a Nuestra Agricultura
- Informe sobre la Flora Apícola Dominicana
- Influencia del Hombre sobre la Evolución de las Zonas de Vida en República Dominicana
- Decálogo para la Conservación de la Naturaleza
- El Conglomerado Bulla
- La Formación Cercado
- Compendio de cientos de notas del naturalista postal
- La Formación La Isabela en el Pleistoceno Temprano
- Introducción a los Problemas de Conservación de la República Dominicana
- El Aje
- Nuevos Escorpiones - Arachnida: Scorponida - de la República Dominicana,
- Ruta Ecológica de la Provincia Monseñor Nouel
- Plantas Venenosas en la Medicina Popular